# Franz Adam Landvogt

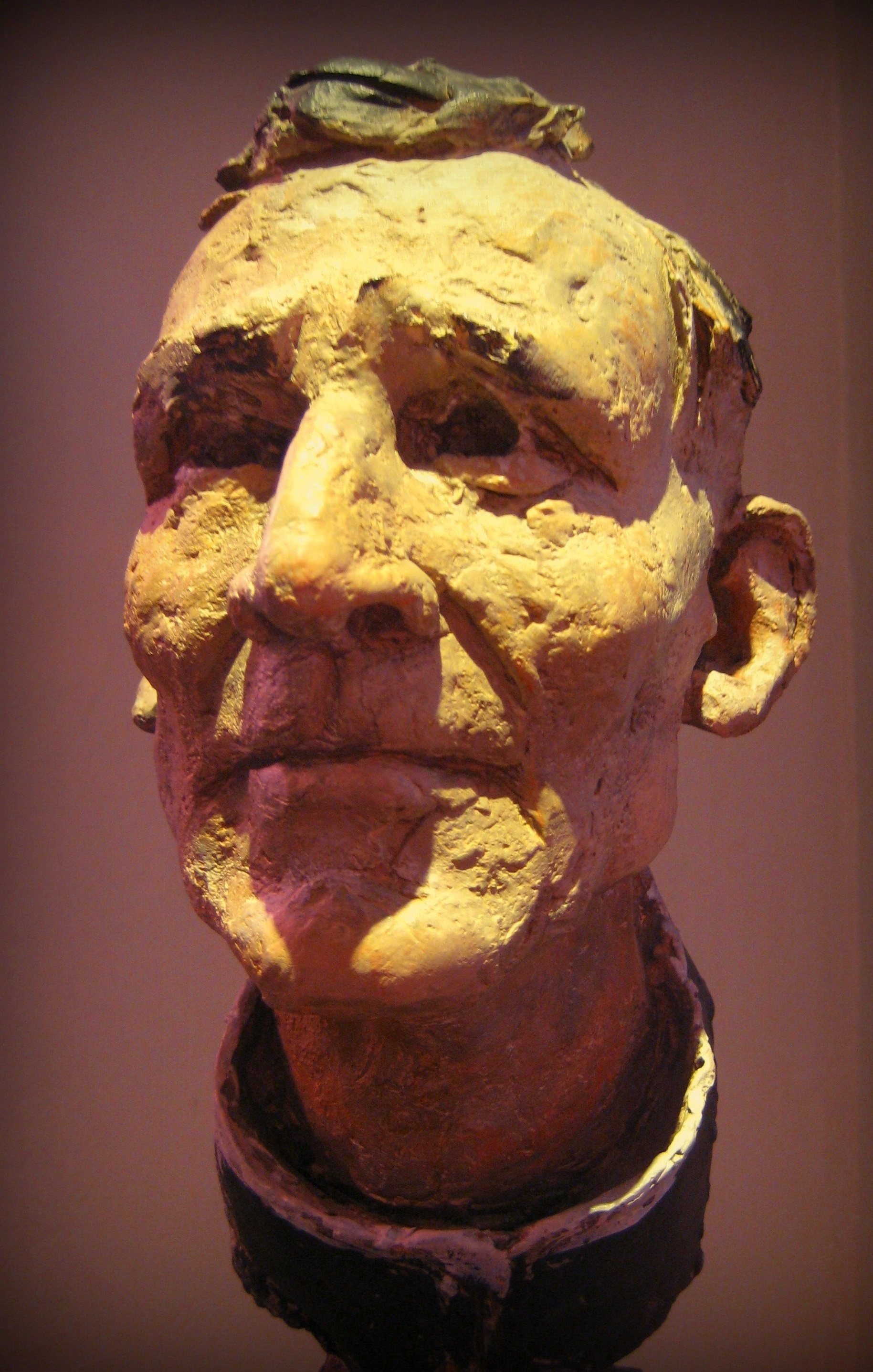
Franz Adam Landvogt; Porträtskulptur von Karlheinz Oswald

Franz Adam Landvogt (* 3. März 1889 in Rockenberg; † 5. Oktober 1953) war ein Pfarrer in Mainz.

## Leben
In den Jahren 1928 bis 1951 war er, nach einigen Aufgaben in Darmstadt und Mainz, während der Weltwirtschaftskrise Pfarrer von St. Christoph. 1945/46 wurde er zusätzlich zum Pfarrverwalter in St. Emmeran und in St. Peter berufen. Die Ängste und Verfolgungen der nationalsozialistischen Diktatur, der Verlust von Familienangehörigen und das Trauma vieler Menschen, die im Krieg Verletzungen davongetragen hatten, prägten ihn.

## Andenken
Seine letzte Ruhestätte fand er in St. Peter. Der Künstler Karlheinz Oswald schuf 2003 aus Anlass des 50. Todestags eine Kopfbüste von Pfarrer Landvogt, die in dieser Kirche zu sehen ist.
1955 veröffentlichte der Mainzer Prälat Adam Gottron ein Buch über den Lebensweg und das Lebenswerk Franz Adam Landvogts. Im Zuge der Erforschungen der kirchlichen Archive wurde festgestellt, dass vor allem in den 1960er Jahren unter Bischof Albert Stohr, sowie auch noch unter Hermann Kardinal Volk, an eine Prüfung gedacht wurde, ob nicht ein Heiligsprechungsverfahren eingeleitet werden könnte. Mangels einer echten fama signorum, d. h. der Ruf der Wundertätigkeit, welches nicht evident nachgewiesen werden konnte, wurde das förmliche Verfahren nicht weiterverfolgt, nicht unähnlich wie im Fall des großen Mainzer Sozialbischofs Wilhelm Emmanuel von Ketteler (1850–1877). 
Pfarrer Landvogt selbst hat in seinem Testament alles untersagt, was später zur Unterstützung eines solchen Verfahrens nützlich werden konnte. Er verfügte: 
Meine Seele empfehle ich der Barmherzigkeit Gottes an. Mein toter Leib möge in einfacher Weise beerdigt werden. Große Traueranzeigen sollen unterbleiben, auch Fotos auf Sterbebildern und eine Gedächtnisrede. Heilige Messen und Gebete für meine Seele sind das Wichtigste.
Karl Kardinal Lehmann stellte anlässlich der Gedenkfeiern zum 50. Todestag fest:
Es gibt auch in unserer Zeit begnadete Priester, die oft in der Diskretion und Verborgenheit ihres Wirkens eine vielfach anerkannte Tätigkeit ausüben. Seitdem ich in Mainz lebe, ist mir immer wieder der Name von Pfarrer Franz Adam Landvogt begegnet.
In seinem Geburtsort wurde 2007 eine Straße ihm zu Ehren benannt.

## Pfarrer-Landvogt-Hilfe
Im Jahr 1977 fand sich eine Gruppe engagierter Jugendlicher aus der Pfarrei St. Bonifaz zusammen, um Armen zu helfen. Die Geschichte der Pfarrer Landvogt-Hilfe beginnt am 15. Februar 1979 mit der Eröffnung eines Kleider- und Möbellagers in der Mainzer Dagobertstraße. 
Der im Jahr 1981 gegründete sozial-karitative Verein Pfarrer-Landvogt-Hilfe in Mainz führt das Werk von Franz Adam Landvogt fort. Dessen Gründungsmitglied und Vorsitzender Guido Meudt wurde 2006 auf Veranlassung von Malu Dreyer für fortdauerndes soziales Engagement mit dem Bundesverdienstkreuz am Bande ausgezeichnet.
Der überwiegend von ehrenamtlichem Engagement getragene und auf Spenden angewiesene Verein ist korporatives Mitglied des Caritasverbandes Mainz und wird von etwa 75 Personen aktiv unterstützt.